# إدغار سنو
إدغار سنو (بالإنجليزية: Edgar Snow) هو كاتب وصحفي أمريكي، ولد في 17 يوليو 1905 في كانساس سيتي في الولايات المتحدة، وتوفي في 15 فبراير 1972 في جنيف في سويسرا.

## وصلات خارجية
- إدغار سنو على موقع الموسوعة البريطانية (الإنجليزية)
- إدغار سنو على موقع مونزينجر (الألمانية)